# Bitva na Kupě
Bitva na Kupě se odehrála v roce 819 nebo 820 někde u řeky Kupy v současném Chorvatsku mezi vojsky slovanského knížete a zároveň franského vazala Borny podporovaného vojsky kmene Gadčanů na jedné straně a Ljudevítem, knížetem Slovanů v Dolní Panonii, na straně druhé. Během bitvy přeběhli Gadčané od Borny k Ljudevítovi. Bornovo vojsko utrpělo velké ztráty a sám Borna se z bitvy zachránil útěkem jen díky své osobní družině. V bitvě však padl Ljudevítův tchán Drahomysl, který bojoval na Bornově straně. Ljudevít využil svého vítězství a v prosinci 820 vpadl na území Bornova knížectví v Dalmácii. Borna se bránil úspěšnou partyzánskou válkou, ve které se mu podařilo pobít 3 000 mužů Ljudevítova vojska a zmocnit se více než 300 jeho koní, a která donutila Ljudevíta se stáhnout zpět.